# María Portolés
María Portolés (Madrid; 11 de octubre de 2002), conocida simplemente como Porto o Portolés, es una futbolista española que juega como defensa en el Unión Deportiva Granadilla Tenerife de la Primera División de España desde la temporada 2021-22. Su polivalencia le permite jugar por ambas bandas, tanto en los laterales como en los extremos, en posiciones más adelantadas.
Fue campeona de España con la selección madrileña sub-17 en la temporada 2018-19.
Otra de sus facetas deportivas, y que ha forjado su carácter, ha sido la práctica de judo, disciplina que practica desde los cinco años en el Club de Judo Maristas-Chamberí. Llegó a ser medalla de bronce de la Comunidad de Madrid, lo que le dio acceso al campeonato de España 2015 en edad escolar celebrado en Jaca.

## Trayectoria
Comenzó a jugar al fútbol en la temporada 2009-10 en la Escuela de Fútbol de la Real Federación Española de Fútbol, cuyos equipos reciben la denominación de Club Deportivo Ciudad del Fútbol, en referencia a las instalaciones federativas. Allí permaneció hasta el año 2017 cuando fichó con 14 años por el Club Deportivo TACON, e ingresó en sus categorías formativas si bien acudía regularmente a los entrenamientos del primer equipo, que en ese momento militaba en la Segunda División. Su debut como taconera fue frente al juvenil femenino del Club Deportivo Asociación de Vecinos de San Nicasio del 17 de septiembre, con el equipo filial debutó el 18 de diciembre de 2019 en la victoria por 3-0 frente a la Asociación Club Recreativo Atlético Alcobendas, mientras que su primera aparición con el primer equipo y en la segunda máxima categoría española se produjo el 15 de octubre de 2017 frente al Dinamo Guadalajara.[cita requerida]
Debutó como profesional y en la Primera División de España el 23 de febrero de 2020. El encuentro frente al Levante Unión Deportiva finalizó con derrota por 2-1 y Portolés disputó los 90 minutos del encuentro.

## Selección

### Autonómica
En la temporada 2017-18 fue convocada a todos los entrenamientos de la selección de Madrid para la disputa del Campeonato de España de selecciones autonómicas, y fue en la temporada siguiente, convocada también para todos los partidos, cuando se proclamó campeona de España sub-17 de en la final celebrada el 7 de abril de 2019 en Pamplona frente a la anfitriona selección navarra.

## Estadísticas

### Formativas
| Formativas                   | Temporada        | Div.             | Liga  | Liga  | Ascenso | Ascenso | Regional | Regional | Total | Total | Media goleadora |
| Formativas                   | Temporada        | Div.             | Part. | Goles | Part.   | Goles   | Part.    | Goles    | Part. | Goles | Media goleadora |
| ---------------------------- | ---------------- | ---------------- | ----- | ----- | ------- | ------- | -------- | -------- | ----- | ----- | --------------- |
| C. D. Ciudad del Fútbol Inf. | 2014-15          | Inf.             | 14    | 7     | –       | –       | –        | –        | 14    | 7     | 0.50            |
| C. D. Ciudad del Fútbol Inf. | 2015-16          | Inf.             | 15    | 16    | –       | –       | 5        | 1        | 20    | 17    | 0.85            |
| C. D. Ciudad del Fútbol Juv. | 2015-16          | Juv.             | 7     | 4     | –       | –       | –        | –        | 7     | 4     | 0.57            |
| C. D. Ciudad del Fútbol Juv. | 2016-17          | Pref.            | 28    | 13    | –       | –       | –        | –        | 28    | 13    | 0.46            |
| C. D. TACON Juv.             | 2017-18          | Pref.            | 23    | 12    | –       | –       | –        | –        | 23    | 12    | 0.52            |
| C. D. TACON Juv.             | 2018-19          | Pref.            | 21    | 17    | –       | –       | –        | –        | 21    | 17    | 0.81            |
| C. D. TACON Juv.             | 2019-20          | Pref.            | 8     | 8     | –       | –       | –        | –        | 8     | 8     | 1.00            |
| Total formativas             | Total formativas | Total formativas | 116   | 77    | 0       | 0       | 5        | 1        | 121   | 78    | 0.64            |
| 1. 2. 3.                     |                  |                  |       |       |         |         |          |          |       |       |                 |

### Clubes
Actualizado al último partido disputado el 1 de junio de 2022.
| Club                  | Temporada     | Div.          | Liga  | Liga  | Copa  | Copa  | Internacional | Internacional | Total | Total | Media goleadora |
| Club                  | Temporada     | Div.          | Part. | Goles | Part. | Goles | Part.         | Goles         | Part. | Goles | Media goleadora |
| --------------------- | ------------- | ------------- | ----- | ----- | ----- | ----- | ------------- | ------------- | ----- | ----- | --------------- |
| C. D. TACON "B"       | 2019-20       | Reg.          | 9     | 9     | –     | –     | Inaccesibles  | Inaccesibles  | 9     | 9     | 1.00            |
| C. D. TACON           | 2019-20       | 1.ª           | 1     | –     | –     | –     | –             | –             | 1     | 0     | 0               |
| Real Madrid C. F. "B" | 2020-21       | Pref.         | 19    | 8     | –     | –     | Inaccesibles  | Inaccesibles  | 19    | 8     | 0.42            |
| Madrid C. F. "B"      | 2021-22       | 2.ª           | 25    | 3     | –     | –     | Inaccesibles  | Inaccesibles  | 25    | 3     | 0.12            |
| Total carrera         | Total carrera | Total carrera | 54    | 20    | 0     | 0     | 0             | 0             | 54    | 20    | 0.37            |
| 1. 2. 3.              |               |               |       |       |       |       |               |               |       |       |                 |

## Clubes
| Club                    | País   | Año       |
| ----------------------- | ------ | --------- |
| C. D. Ciudad del Fútbol | España | 2009-17   |
| Club Deportivo TACON    | España | 2017-20   |
| Real Madrid C. F. "B"   | España | 2020-21   |
| Madrid C. F. "B"        | España | 2021-22   |
| UDG Tenerife            | España | 2022-23   |
| Real Madrid C. F. "B"   | España | 2023-Act. |